# De laatste dagen van Emma Blank (film)
De laatste dagen van Emma Blank is een Nederlandse zwarte filmkomedie uit 2009, geregisseerd en geschreven door Alex van Warmerdam. Deze werd uitgebracht door A-Film en had een budget van ongeveer 2.750.000 euro.
De productie werd genomineerd voor vier gouden kalveren, waarvan Van Warmerdam die voor beste scenario won. Hij won daarnaast het Label Europa Cinemas van het Filmfestival van Venetië 2009.

## Verhaal
Emma Blank (Marlies Heuer) woont in een luxe huis in de duinen. Ze oogt het grootste gedeelte van de tijd nog kwiek, maar is terminaal ziek. Ze heeft een aantal mensen inwonen die op het eerste oog bedienden lijken. De groep bestaat uit butler en hoofd van de huishouding Haneveld (Gene Bervoets), kokkin Bella (Annet Malherbe), kamermeisje Gonnie (Eva van de Wijdeven), tuinman Meijer (Gijs Naber) en dan loopt er nog een man rond genaamd Theo (Alex van Warmerdam). Gaandeweg wordt duidelijk dat Haneveld eigenlijk de man van Blank is, Gonnie hun dochter, Bella zijn minnares en Meijer haar zoon. Bella, Emma en Theo zijn broer en zus van elkaar. Theo gedraagt zich daarbij niet als mens, maar als hond. Hij krijgt op zijn donder als hij in de bank ligt en moet uitgelaten worden als hij zijn behoefte moet doen. Anders doet hij het in zijn broek. Ook rijdt hij bij tijd en wijle tegen de benen van de overige bewoners op.
De mensen in het huis gedragen zich zo vanwege een afspraak die ze met Blank gemaakt hebben. Als ze zich zo door haar laten behandelen tot het moment dat zij sterft, mogen zij de erfenis verdelen. Blank stelt niettemin bizarre eisen aan hen die tot in het kleinste detail uitgevoerd moeten worden, zonder tegenspraak en wel nu. Ze voldoen daaraan met het oog op de erfenis, maar met de nodige ergernis, vooral in het geval van Gonnie. Ook elkaar behandelen ze zonder veel blijk van compassie en menselijkheid.
Haneveld gaat met Bella naar bed, maar soms krijgt hij opdracht van Emma om bij haar in bed te komen. Ook moet hij een snor opplakken en wel precies degene die Blank verlangt. Meijer is verliefd op Gonnie. Zij is niet echt geïnteresseerd in hem, maar houdt hem aan het lijntje. Wanneer ze in de duinen buitenstaander Martin (Marwan Kenzari) ontmoet, laat ze zich wel door hem nemen en is Meijer afgewerkt.
Wanneer blijkt dat Blanks 'vermogen' bestaat uit het beleende huis zelf en verder niets, laten de anderen hun onderdanige houding varen. Theo gebruikt het nietpistool om Blank met haar kleding vast aan de grond te nieten, op de plek in de keuken waar ze dan net is neergevallen. Omdat Martin dit toevallig ziet vermoordt Theo hem. Hij laat het lijk in een zwembroek en liggend onder een parasol achter op het strand. Overdag merken de andere badgasten hem totaal niet op.
Emma krijgt weinig en bovendien alleen nog vuil water te drinken. De anderen weigeren een moord te plegen, maar verzorgen haar nog maar zo minimaal dat ze 'de natuur een handje helpen'. Uiteindelijk zakt ze in elkaar en sterft ze. Ze wordt zonder kist in de tuin begraven. Bella en Haneveld vrezen dat Theo een gevaar voor Gonnie kan gaan vormen. Daarom slaat Haneveld hem met de schop op zijn achterhoofd en begraaft hem in de kuil met Emma. Daarna gaan ze naar binnen. Gonnie pakt als enige haar spullen en vertrekt.

## Rolverdeling
- Alex van Warmerdam - Theo
- Eva van de Wijdeven - Gonnie
- Gene Bervoets - Haneveld
- Annet Malherbe - Bella Blank
- Marlies Heuer - Emma Blank
- Gijs Naber - Meijer
- Marwan Kenzari - Martin

## Trivia
- Malherbe, de echtgenote van Van Warmerdam, speelde eerder ook in zijn films Abel, De Noorderlingen, Kleine Teun en Grimm. Voor De laatste dagen van Emma Blank verzorgde ze ook de selectie van de acteurs.